# Campostrecha felisdens
Genre
Espèce
Campostrecha felisdens, unique représentant du genre Campostrecha, est une espèce de solifuges de la famille des Ammotrechidae.

## Distribution
Cette espèce est endémique d'Équateur. Elle se rencontre dans la province du Guayas.

## Publication originale
- Mello-Leitão, 1937 : Notes sur quelques solifugues de l'Amérique du Sud. Annaes da Academia Brasileira de Sciencias, vol. 9, p. 83-86.